# Salva, Bistrița-Năsăud
Salva (maghiară Szálva, germană Salwa) este satul de reședință al comunei cu același nume din județul Bistrița-Năsăud, Transilvania, România.

## Istorie
Numele satului își are originea în exlamația împăratului Iosif al II-lea, care inspecta localitățile grănicerești din zona Bistrița-Năsăud: „Vă salut mici nepoți ai Romei!” (în latină Salve parvae nepos Romuli!). Fiecare cuvânt a devenit numele unei localități: Salva, Parva, Nepos și Romuli.

## Demografie
<div class="transborder" style="position:absolute;width:100px;line-height:0;
Componența etnică a satului Salva (2011)
     Români (99,81%)
     Maghiari (0,14%)
     Altă etnie (0,04%)
- La recensământul din 1910 în sat locuiau 1.964 persoane, 1.873 români, 54 maghiari si 35 germani; 1873 greco-catolici si 70 Iudaici.
- La recensământul din 2011 populația satului era de 2.738 locuitori, dintre care 2733 români, 4 maghiari și 1 german .

## Personalități
- Virginia Linul (n. 1970), doctor în istorie și etnografie, creator de artă populară, cetățean de onoare;
- Maria Peter (1925-2005), interpretă de muzică populară;
- Maria Butaciu (1940-2018), interpretă de muzică populară.
- Tănase Tudoran (1659-1763), martir, originar din satul Bichigiu.
- Tiberiu I. Morariu (1905-1982), geograf, membru corespondent al Academiei Române;

## Legături externe

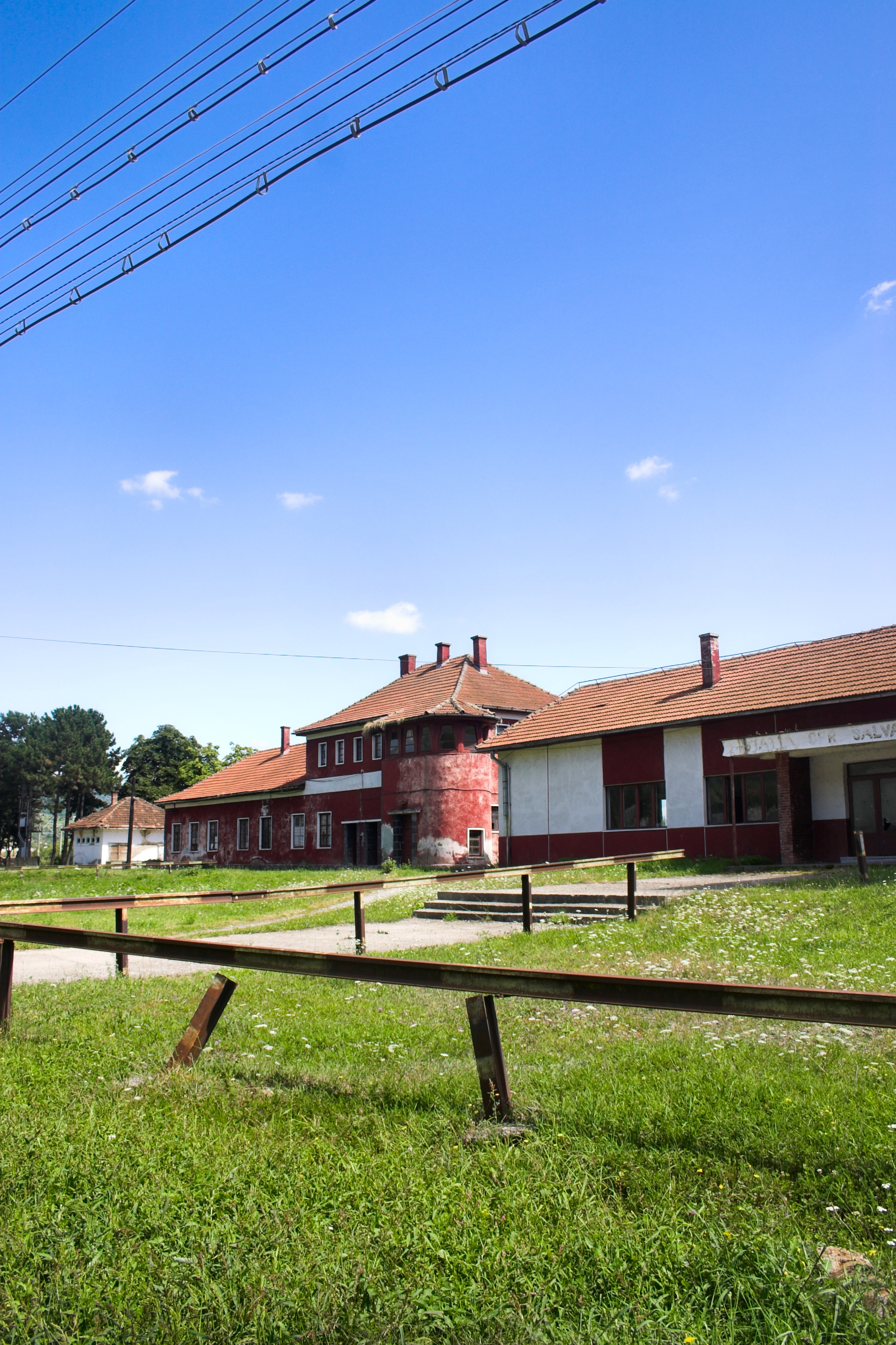
Gara în Salva.